# Монастырь Вальдзассен
Монастырь Вальдзассен (иногда Вальдзассенское аббатство; нем. Kloster Waldsassen, лат. Abbatia B.M.V. Waldsassi) — бывшее мужское цистерианское аббатство, располагавшееся на территории баварского города Вальдзассен (Верхний Пфальц) и относившееся к епархии Регенсбурга; обитель была основана около 1133 года маркграфом Дипольдом III фон Фобург; был впервые распущен в 1543 году и являлся лютеранским на протяжении трёх поколений; после восстановления был повторно распущен в 1803.

## История и описание
Цистерцианский монастырь в Вальдзассене, посвящённый Деве Марии, был основан около 1133 года маркграфом Дипольдом III фон Фобург — первые монахи переехали из монастыря Фолькенрода. Будучи связан с аббатством Моримон, в 1147 году Вальдзассен получил привилегии от короля Конрада III Гогенштауфена — стал «свободным имперским» монастырём. Обитель развивала активную деятельность по расширению своих территорий, вступив в конфликт руководством города Хеб (Эгер), имевшим аналогичные планы.
Обширная земельная собственность монастыря была частично передана его министериалам, которая исполняли обязанности администраторов и судей, имея определённую самостоятельность. Министериалы проживали как в уже существовавших, так и во вновь возводимых укрепленных резиденциях, которые они — при благоприятные экономических условиях — превращали в замки. В 1142 году — с согласия богемского князя Владислава II, епископа Пражского Отто и епископа Оломоуца Йиндржиха Здика — монастырь Вальдзассене основал в Богемии цистерцианский монастырь Седлец. В 1185 году монастырь Вальдзассен получил защитную грамоту от Папы Римского Луция III и подтвердил свои обширные владения. Последующие аббаты увеличивали собственность вплоть до конца XV века.
Во время Гуситский войн и Войны за ландсхутское наследство 1503—1505 годов монастырь был разграблен. Во время Крестьянской войны в Германии, в мае 1525 года, на подвластных монастырю территориях произошло восстание: после бегства аббата Николауса Зебера в Эгер, монастырь подвергся штурму и разграблению со стороны восставших крестьян. В 1537 году войска курфюрста Пфальца Фридриха II захватили и временно оккупировали монастырь; император Карл V назначил светских администраторов для управления монастырским имуществом. В 1569 году монастырь Вальдсассен стал лютеранским, оставаясь таким на протяжении трех последующих поколений. В 1617 году монастырские здания ненадолго стали резиденцией для курфюрста Пфальца Фридриха V — во время его путешествия через Эгер в Прагу для коронации в качестве короля Богемии. Частичные продажи земли, практиковавшиеся в тот период, уменьшили обширную собственность обители.
Монастырь был опустошен шведскими войсками в 1647 году. Во время повторной католизации региона, произошедшей после Тридцатилетней войны, с 1661 года обитель вновь была заселена цистерцианскими монахами, прибывшими из Фюрстенфельда. В 1690 году монастырь в Вальдзассене был вновь возведен в статус аббатства: ему было возвращено имущество и источники дохода, но не статус «свободного имперского», поскольку правителем являлся баварский курфюрст. С 1681 года началось строительство нового здания церкви, проект для которого был разработан Авраама Лойтнером и братьями Динценхофер; в 1704 году состоялось торжественное посвящение нового храма. В 1727 году была завершена монастырская библиотека.